# کوری فریسویک
کوری فریسویک (انگلیسی: Corey Frieswyk؛ زادهٔ ۲۶ ژانویهٔ ۱۹۹۴) دوچرخه‌سوار است. وی در مسابقات دوچرخه‌سواری بی‌ام‌اکس جهان ۲۰۱۵ شرکت کده است.